# Stanhope Gardens, New South Wales
Stanhope Gardens este o suburbie în Sydney, Australia.